# Astragalus denticulatus
Astragalus denticulatus es una especie de planta del género Astragalus, de la familia de las leguminosas, orden Fabales.

## Distribución
Astragalus denticulatus se distribuye por Irán.

## Taxonomía
Fue descrita científicamente por D. Podl. Fue publicada en Mitteilungen (aus) der Botanischen Staatssammlung München 25: 749 (1988).